# Dieter Zimmerle
Dieter Zimmerle (* 15. August 1916 in Ulm; † 1989) war ein deutscher Jazzjournalist und -publizist.
Zimmerle gründete 1935 den „Jazz Club Münster“ und studierte ab 1936 an der Technischen Hochschule Stuttgart Architektur. 1946 bis 1947 arbeitete er bei den Jazzsendungen des Bayerischen Rundfunks.  Ab 1947 war er Jazz-Redakteur und -Moderator beim SDR und 1952 Gründer und Herausgeber der Zeitschrift „Jazz Podium“, die er bis zu seinem Tod leitete. 1951 bis 1955 war er erster Präsident der Deutschen Jazz Föderation, deren Entstehung er als Gründer des Stuttgarter Jazzclubs „Der Schlüssel“ mit initiierte, den er 1947 bis 1956 leitete. In den 1950er Jahren hielt er zahlreiche Vorträge über Jazz in Schulen, Amerika-Häusern u. a. – 1951 bis 1954 bestimmte er das Programm am Amerika-Haus in Stuttgart. Mit Wolfram Röhrig und dem Leiter der SDR-Bigband Erwin Lehn hob er 1955 die Sendereihe Treffpunkt Jazz aus der Taufe, in der viele international bekannte Jazzgrößen auftraten. 1969 gründete er mit Wolfgang Dauner die „Radio Jazz Group“ Stuttgart. Seit 1962 war er Jazzkritiker der Stuttgarter Nachrichten.